# San Clemente (isola)
San Clemente è un'isola della Laguna Veneta meridionale, a dieci minuti in barca da piazza San Marco.

## Geografia fisica
Posta tra la Giudecca e il Lido, l’isola di San Clemente si estende su una superficie di 6,74 ettari, dei quali 1,34 edificati.

## Storia
Le prime notizie sull'isola di San Clemente risalgono al 1131, quando il facoltoso mercante Pietro Gattilesso fonda una chiesa con annesso un ospitale per pellegrini e soldati in attesa di imbarcarsi verso la Terra Santa. Subito dopo la fondazione, la gestione della chiesa e dell’ospitale è affidata ai canonici regolari di Sant'Agostino, che nel 1165 sono già organizzati in prioria. L’intera isola viene inoltre posta sotto la giurisdizione del patriarca di Grado Enrico Dandolo.
Nel 1288 vengono trasferite nella chiesa di San Clemente le spoglie di sant'Aniano di Alessandria, discepolo e successore di san Marco evangelista nella cattedra di Alessandria.
Dopo un periodo di graduale decadenza nel corso del trecento, l’isola ritrova la sua piena funzione nel 1432, quando il papa Eugenio IV, il veneziano Gabriele Condulmer, vi insedia l'ordine dei canonici Lateranensi detti della Carità. Grazie ai lasciti ricevuti, i canonici avviano lavori di ampliamento del convento e di restauro della chiesa.
Nel corso dei secoli XV e XVI, l’isola di San Clemente diventa luogo di accoglienza degli ospiti illustri di Venezia, che raggiungevano poi la città a bordo del Bucintoro.
Per adempiere a un voto fatto durante l'epidemia di peste che aveva colpito la città, nel 1630 viene deciso di edificare una cappella sul modello della Santa Casa di Loreto all'interno della chiesa di San Clemente. Al finanziamento della costruzione, avviata nel 1643, contribuiscono molte famiglie veneziane.
Due anni più tardi, nel 1645, gli Eremiti camaldolesi di Monte Corona acquistano l’isola di San Clemente e — grazie alle donazioni della nobiltà veneziana — danno una nuova fisionomia al convento. Nel 1652 la famiglia Morosini sovvenziona i lavori della facciata della chiesa, per ricordare le imprese di Francesco e Tommaso Morosini, deceduti nella guerra di Candia.
La crisi che segue la caduta della Serenissima nel 1797 coinvolge anche l’isola di San Clemente e culmina con la soppressione napoleonica degli ordini religiosi. Nel 1810 i Camaldolesi abbandonano l’isola, che diventa sede di presidi militari a difesa di Venezia.
A partire dal 1873 San Clemente ospita il Manicomio Centrale Femminile Veneto, chiuso nel 1992 dopo la legge 180/78.

## Hotel

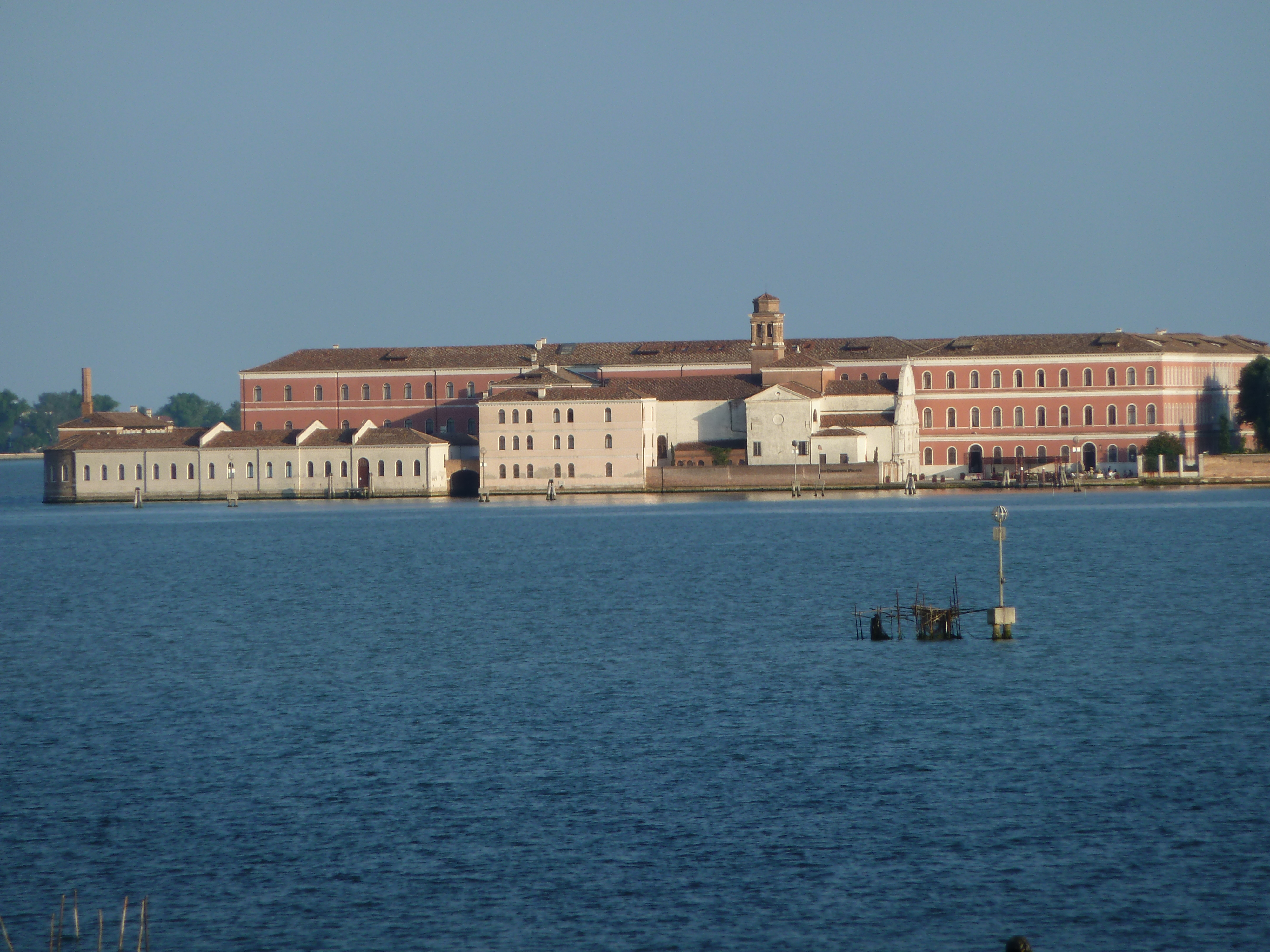
Vista sull'isola da Venezia

A seguito di un progetto di riconversione degli edifici e degli spazi esterni, nel 2003 apre sull'Isola di San Clemente un hotel di lusso. Dieci anni più tardi, nel 2013, l’isola e il complesso vengono acquisiti dal gruppo turco Permak, che avvia un piano di ristrutturazione dell’hotel e di restauro della chiesa di San Clemente. Nel marzo 2016 viene riaperto l’hotel, gestito dal gruppo Kempinski.

## Ospiti famosi
Fu qui ricoverata Ida Dalser che aveva avuto una relazione con Benito Mussolini dalla quale era nato un figlio, Benito Albino. Poiché si erano incontrati negli anni in cui Mussolini era un giovane socialista, una volta arrivato al potere la disconobbe.